# Tarragona Challenger
Il Tarragona Challenger è stato un torneo professionistico di tennis giocato su campi in terra rossa. Faceva parte dell'ATP Challenger Series. Si giocava annualmente a Tarragona in Spagna.

## Albo d'oro

### Singolare
| Anno | Campione         | Finalista        | Punteggio     |
| ---- | ---------------- | ---------------- | ------------- |
| 1981 | Jairo Velasco Sr | Eduardo Osta     | 6–4, 6–2      |
| 1982 | Sergio Casal     | Jairo Velasco Sr | 5–7, 6–2, 6–4 |

### Doppio
| Anno | Campioni                       | Finalisti                       | Punteggio     |
| ---- | ------------------------------ | ------------------------------- | ------------- |
| 1981 | Zoltán Kuhárszky Richard Lewis | Robbie Venter Blaine Willenborg | 6–2, 3–6, 6–3 |
| 1982 | Sean Brawley Christo Steyn     | Francisco Ferrer Martín Jaite   | 6–3, 6–0      |